# APF TV Fun
Die APF-TV-Fun-Serie ist eine Serie von stationären Pong-Klon-Konsolen der ersten Konsolengeneration, die von APF Electronics, Inc. entwickelt und ab 1976 in Japan hergestellt wurden. Die Konsolen sind einige der ersten, welche den Pong-Videospiel-Schaltkreis AY-3-8500 („Pong on a chip“) der US-amerikanischen Firma General Instrument eingebaut haben. Es wurden insgesamt acht verschiedene APF-TV-Fun-Konsolen veröffentlicht.

## APF TV Fun 401 und APF TV Fun 401a

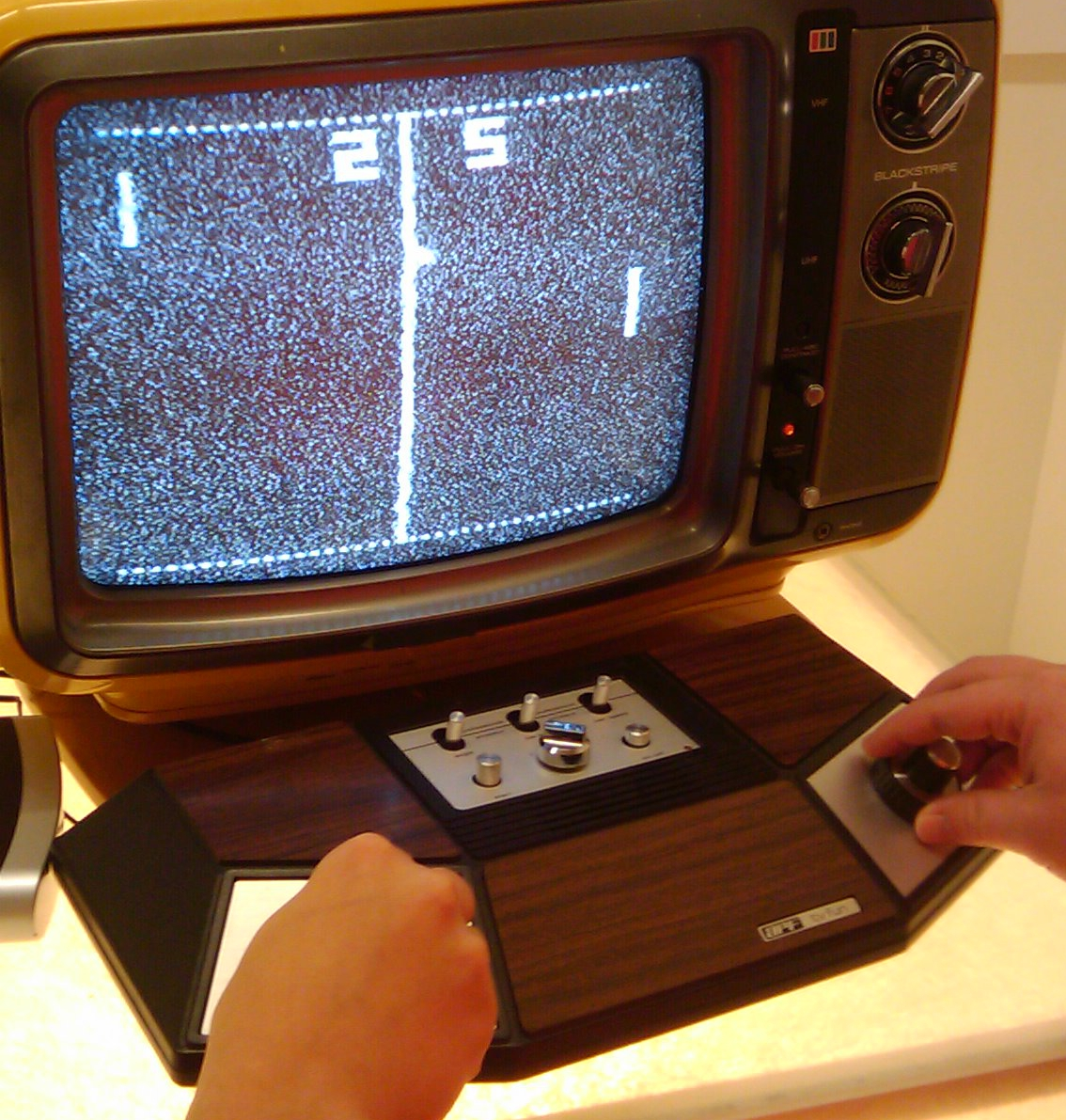
APF TV Fun 401 in Betrieb. Spiel: Pong

Die ersten Modelle der APF-TV-Fun-Konsolen namens APF TV Fun 401 und APF TV Fun 401a erschienen im April 1976 und können dank des integrierten AY-3-8500 vier integrierte Spiele (Pong, Soccer, Squash und Practice) abspielen. Die Konsolen verfügen außerdem über einen in der Konsole eingebauten Lautsprecher und zwei an der Konsole angebrachte Paddles.

## APF TV Fun 405
Das im Februar 1977 veröffentlichte APF TV Fun 405 bietet drei integrierte Spiele, welche allesamt für zwei Spieler ausgelegt sind: Tennis/Table Tennis, Hockey/Football und Squash.

## APF TV Fun 500
Das APF TV Fun 500 blieb in der Entwicklung und wurde nicht veröffentlicht.